# سانوما
سانوما (به فنلاندی: Sanoma Oyj) شرکت رسانه‌های گروهی فنلاندی است، که در ۲۰ کشور اروپایی فعالیت می‌کند. این فعالیت‌ها شامل؛ انتشار مجله‌ها، روزنامه‌ها و نیز سایر خدمات مرتبط با انتشارات را در بر می‌گیرد.
دفتر مرکزی شرکت سانوما در شهر هلسینکی قرار دارد. شرکت سانوما یکی از ۵ شرکت بزرگ انتشاراتی در اروپا می‌باشد، که دارای عملیات گسترده انتشاراتی در این کشورها است: بلژیک، بلغارستان، کرواسی، جمهوری چک، دانمارک، استونی، مجارستان، لتونی، لیتوانی، هلند، رومانی، روسیه، صربستان، اسلواکی، اسلوونی و اوکراین.